# Listă de filme canadiene din 2003
Aceasta este o listă de filme canadiene din 2003:

## Lista
| Titlu                                               | Regizor                       | Actori                                                                     | Gen              | Note                                               |
| --------------------------------------------------- | ----------------------------- | -------------------------------------------------------------------------- | ---------------- | -------------------------------------------------- |
| À Hauteur d'homme                                   | Jean-Claude Labrecque         | Bernard Landry                                                             | Documentary      | Jutra-winning look at Bernard Landry               |
| The Barbarian Invasions                             | Denys Arcand                  | Rémy Girard                                                                | Comedie, Drama   | Academy Award for Best Foreign Language Film       |
| Comment ma mère accoucha de moi durant sa ménopause | Sébastien Rose                | Micheline Lanctôt, Paul Ahmarani                                           | Drama            | Claude Jutra Award                                 |
| The Corporation                                     | Jennifer Abbott, Mark Achbar  | Jane Akre, Ray Anderson                                                    | Documentary      | Audience Award at Sundance                         |
| Cowards Bend the Knee                               | Guy Maddin                    |                                                                            | Romance drama    | Originally planned as a peep-show                  |
| Emil                                                | Carl Bessai                   | Ian McKellen, Deborah Kara Unger                                           | Drama            |                                                    |
| The Event                                           | Thom Fitzgerald               |                                                                            |                  |                                                    |
| Expiration                                          | Gavin Heffernan               | Janet Lane, Gavin Heffernan                                                | Drama, Fantasy   |                                                    |
| La Face cachée de la lune                           | Robert Lepage                 | Robert Lepage, Anne-Marie Cadieux                                          | Drama            | Quebec                                             |
| Falling Angels                                      | Scott Smith                   | Callum Keith Rennie, Miranda Richardson                                    |                  |                                                    |
| Foolproof                                           | William Phillips              | Ryan Reynolds, David Suchet, Kristin Booth                                 | Crime            |                                                    |
| Kaena: The Prophecy                                 | Chris Delaporte, Pascal Pinon | Kirsten Dunst, Richard Harris, Anjelica Huston                             | Fantasy          |                                                    |
| Kart Racer                                          | Stuart Gillard                | Randy Quaid, Will Rothhaar                                                 | Comedy drama     |                                                    |
| Love That Boy                                       | Andrea Dorfman                | Nadia Litz                                                                 | Romantic comedy  |                                                    |
| Luck                                                | Peter Wellington              | Luke Kirby, Sarah Polley, Noam Jenkins                                     | Comedie          |                                                    |
| Mambo Italiano                                      | Émile Gaudreault              | Luke Kirby                                                                 | Comedie, Drama   |                                                    |
| My Life Without Me                                  | Isabel Coixet                 | Sarah Polley, Mark Ruffalo, Scott Speedman, Leonor Watling, Amanda Plummer | Drama            | Canadian/Spainsh co-production                     |
| Proteus                                             | John Greyson                  | Rouxnet Brown, Neil Sandilands                                             | Drama            |                                                    |
| The Republic of Love                                | Deepa Mehta                   | Bruce Greenwood, Emilia Fox                                                | Romantic comedy  | Based on the novel by Carol Shields                |
| The Saddest Music in the World                      | Guy Maddin                    | Isabella Rossellini, Mark McKinney                                         | Comedie, Musical | Jury prize winner at the U.S. Comedy Arts Festival |
| Seducing Doctor Lewis                               | Jean-François Pouliot         |                                                                            | Comedie          | World Cinema Audience Award at Sundance            |
| The Snow Walker                                     | Charles Martin Smith          | Barry Pepper, Annabella Piugattuk                                          | Drama            |                                                    |